# 화약제국

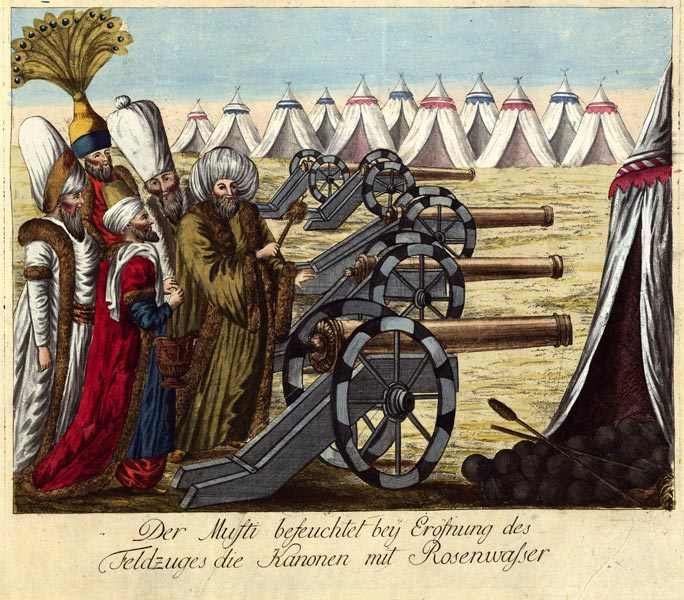
1788년 오스만 제국 포병대

화약제국(火藥帝國, Gunpowder Empires)이란 오스만 제국, 사파비 제국, 무굴 제국을 말한다. 이 제국들은 화약과 화기의 발명으로 상당한 군사적 성과를 거두었으나, 유럽 세계와 달리 화약의 도입으로 인한 변화가 군대 밖의 사회구조에까지 미치지 못했다. 견해에 따라 러시아 차르국도 이 부류로 분류하기도 한다.

## 같이 보기
- 화약의 역사